# Vattenfall Cyclassics 2015
20. edycja wyścigu kolarskiego Vattenfall Cyclassics odbyła się 23 sierpnia 2015 roku. Wyścig ten znajduje się w UCI World Tour 2015.

## Uczestnicy
Na starcie wyścigu stanęło 20 zespołów. Wśród nich wszystkie siedemnaście ekip UCI World Tour 2015 oraz trzy z tzw. dziką kartą. 
Lista drużyn uczestniczących w wyścigu:
| Numery | Kod | Drużyna          |
| ------ | --- | ---------------- |
| 1-8    | ALM | Ag2r-La Mondiale |
| 11-18  | LAM | Lampre-Merida    |
| 21-28  | AST | Astana Pro Team  |
| 31-38  | BMC | BMC Racing Team  |
| 41-48  | EQS | Etixx-Quick Step |
| 51-58  | FDJ | FDJ.fr           |
| 61-68  | IAM | IAM Cycling      |
| 71-78  | LTS | Lotto Soudal     |
| 81-88  | MOV | Movistar Team    |
| 91-98  | OGE | Orica GreenEDGE  |

| Numery  | Kod | Drużyna                 |
| ------- | --- | ----------------------- |
| 101-108 | TCG | Team Cannondale-Garmin  |
| 111-118 | GIA | Team Giant-Alpecin      |
| 121-128 | KAT | Team Katusha            |
| 131-138 | LTJ | Team LottoNL-Jumbo      |
| 141-148 | SKY | Team Sky                |
| 151-158 | TTS | Tinkoff-Saxo            |
| 161-168 | TRE | Trek Factory Racing     |
| 171-178 | CLT | Cult Energy Pro Cycling |
| 181-188 | BOA | Bora-Argon 18           |
| 191-198 | MTN | MTN-Qhubeka             |

## Wyniki wyścigu
| Miejsce | Zawodnik           | Państwo  | Drużyna                 | Czas       |
| ------- | ------------------ | -------- | ----------------------- | ---------- |
| 1.      | André Greipel      | Niemcy   | Lotto Soudal            | 4h 57' 05" |
| 2.      | Alexander Kristoff | Norwegia | Team Katusha            | + 0"       |
| 3.      | Giacomo Nizzolo    | Włochy   | Trek Factory Racing     | + 0"       |
| 4.      | Tom Boonen         | Belgia   | Etixx-Quick Step        | + 0"       |
| 5.      | Greg Van Avermaet  | Belgia   | BMC Racing Team         | + 0"       |
| 6.      | Arnaud Démare      | Francja  | FDJ.fr                  | + 0"       |
| 7.      | Matti Breschel     | Dania    | Tinkoff-Saxo            | + 0"       |
| 8.      | Ramon Sinkeldam    | Holandia | Team Giant-Alpecin      | + 0"       |
| 9.      | Niccolò Bonifazio  | Włochy   | Lampre-Merida           | + 0"       |
| 10.     | Rasmus Guldhammer  | Dania    | Cult Energy Pro Cycling | + 0"       |